# Bagan Cempedak
Bagan Cempedak is een bestuurslaag in het regentschap Rokan Hilir van de provincie Riau, Indonesië. Bagan Cempedak telt 1211 inwoners (volkstelling 2010).